# Anett Kisfaludy
Anett Kisfaludy (født 31. august 1990) er en ungarsk håndboldspiller som spiller for Érdi VSE og Ungarns kvindehåndboldlandshold.